# Vysouvací panel
Vysouvací panel je prvek webových stránek, který umožňuje zobrazovat na webových stránkách podpůrný obsah. Uživatel si tento prvek zobrazí přes odkazy umístěně v obsahu webových stránek.

## Účel
Účelem těchto vysouvacích panelů je zpřehlednit rozložení webových stránek a zjednodušit orientaci návštěvníka na webu. Vysouvací panely si může uživatel zobrazit přes odkazy v textu, až když on sám o ně bude mít zájem. Vysouvací panely jsou vhodné při vkládání podrobnějších a odbornějších obsahů, které by příliš zahltily samotné webové stránky. 

## Možnost využití
Pro co je možné vysouvací panely použít:
- Ceník produktů a služeb
- Práva užití a podmínky
- Detailní popis produktu
- Často kladené dotazy
- On-line reklama
- Ukázka zdrojového kódu[2]

V rozšířené verzi a nadstavbě vysouvacích panelů je možné tyto prvky využít i jako robustní knowledge base systém. Tato část může sloužit jako vlastní centrum nápovědy nebo databáze obsahů webových stránek.